# Agelasticus cyanopus
Agelasticus cyanopus là một loài chim trong họ Icteridae.

## Hình ảnh

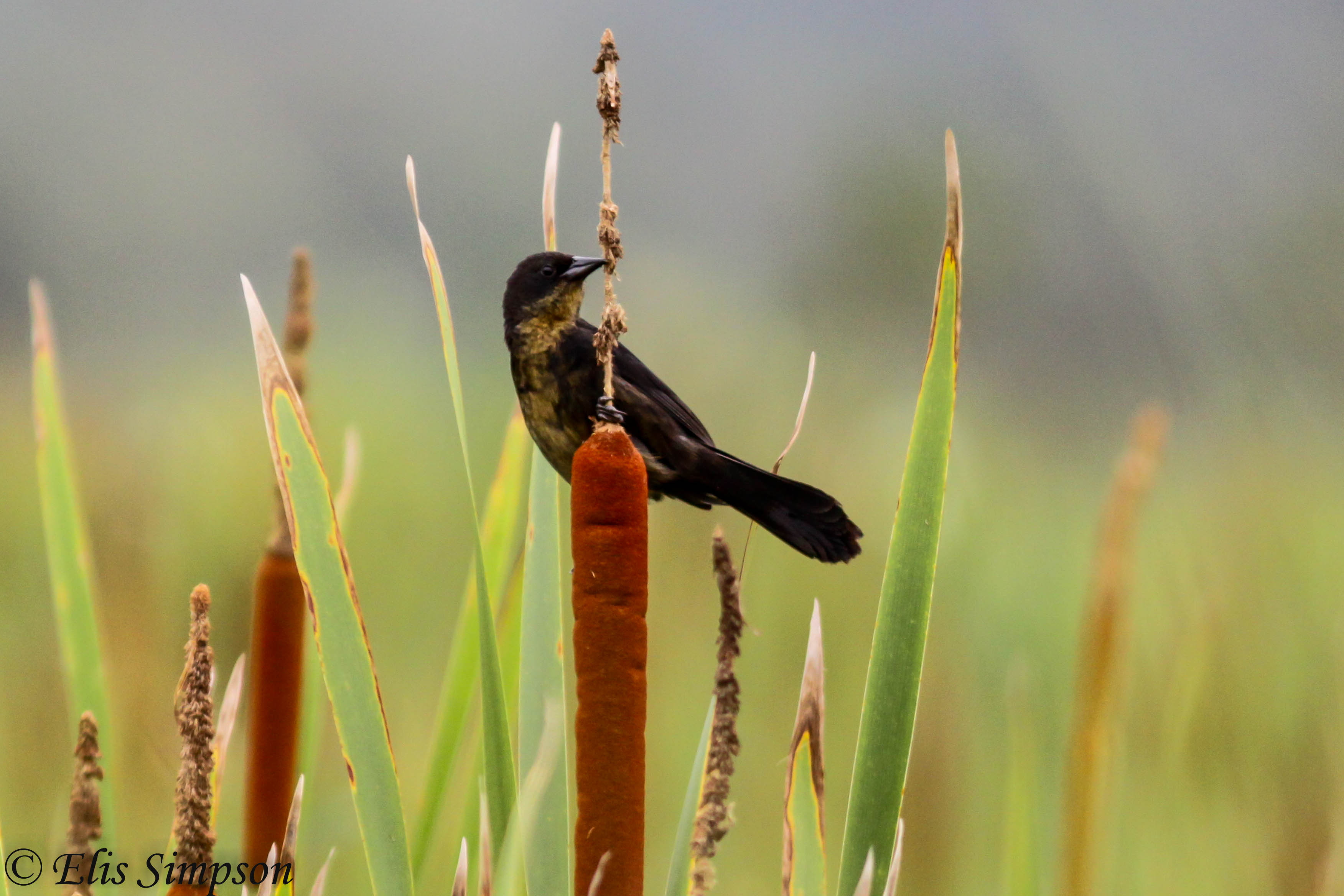
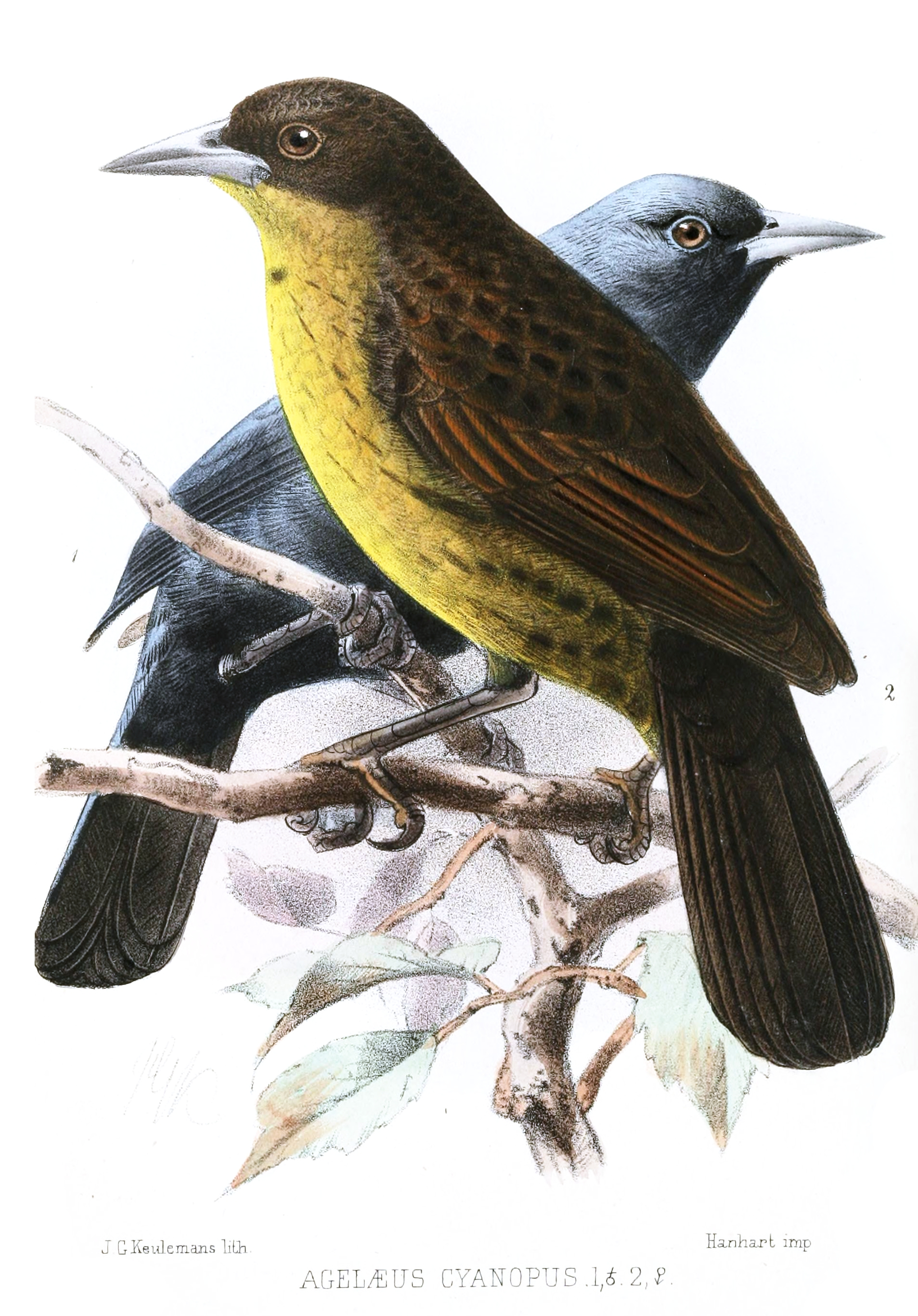